# Balsamo (nome)
Balsamo  è un nome proprio di persona italiano maschile.

## Varianti
- Femminili: Balsamia[1], Balsamina[2]

### Varianti in altre lingue
- Greco antico: Βάλσαμον (Balsamon)
- Inglese: Balsam
- Latino: Balsamus[1], Belsamus
  - Femminili: Balsamia[1]

## Origine e diffusione
Si basa sul termine greco βάλσαμον (balsamon), a sua volta dall'ebraico basam ("spezia", "profumo"); il significato può quindi essere interpretato con "che lenisce", "che conforta", "che ristora".

## Onomastico
L'onomastico si può festeggiare il 24 novembre in onore del beato Balsamo, abate a Cava de' Tirreni, oppure l'11 gennaio in memoria di san Pietro Balsamo, martire a Cesarea marittima sotto Massimino. Si ricorda inoltre con questo nome santa Balsamina, la nutrice di san Remigio, commemorata il 16 novembre.

## Persone
- Balsamo, religioso italiano

## Il nome nelle arti
- Balsamus è un personaggio del film del 1968 Balsamus, l'uomo di Satana, diretto da Pupi Avati.